# Львиная колонна
Льви́ная коло́нна (итал. Colonna del leone) — каменный монумент в итальянском городе Милане, расположенный на площади Сан-Бабила, в непосредственной близости от паперти базилики Сан-Бабила.

## История
Существует несколько версий создания скульптуры льва, находящейся на вершине колонны. Первая широко распространена среди миланцев, а также упоминается в некоторых популярных источниках и путеводителях. Согласно ей, скульптура льва представляет собой воинский трофей, якобы захваченный миланцами у венецианцев — однако никаких документальных свидетельств тому не существует. По второй версии, скульптура представляет собой олицетворение старинного символа этого миланского квартала и была создана в 1626 году скульптором Джованни Робекко (итал. Giovanni Robecco). Согласно третьей версии, частично повторяющей вторую, скульптура гораздо старше XVII века и восходит, вероятно, к Средневековью — согласно этой версии Робекко лишь отреставрировал обветшавшую скульптуру. В пользу последней версии говорит то, что имеются упоминания, согласно которым в XV веке существовала скульптура льва, располагавшаяся на постаменте, поддерживавшемся четырьмя кирпичными колоннами, но неизвестно, идёт ли речь о той же скульптуре. В 1650 году по повелению тогдашнего магистрата Милана князя Карло Сербеллони (итал. Carlo Serbelloni) она была установлена на нынешней колонне. Вплоть до реконструкции площади в 1959 году обелиск находился примерно в 150 метрах от своего нынешнего местоположения — в начале корсо Венеция, а потом был передвинут поближе к церкви, поскольку мешал уличному движению.

## Описание
Львиная колонна представляет собой четырёхгранный каменный столб с размещённой на его вершине скульптурой льва. Согласно описанию, относящемуся к 1628 году, на каждой из сторон столба были начертаны латинские надписи, сейчас частично нечитаемые:
На восточной грани:

LEONEM HVNC

ORIENTALI PORTAE INSIGNE ELECTVM

ET PROFLIGATIS HOSTIBVS MONVMENTVM

MEDIOLANENSES ANTIQVI

POSVERE

На южной грани:

INSIGNE HOC

LATERICIA STRVCTVRA PAVLVLVM HVMO

SVBVECTVM QVADRIFIDA PILA SVBRIGI

IVSSIT

CATILLIANVS COTTA VRBIS

PRAEFECTVS ANNO M•D•IL

На западной грани:

TEMPORIS CASVS TIMENTEM FVLSIT

ET ORNATVS INSTRVXIT

ANTONIVS PIROVANVS VRBIS AEDILIS

M•D•C•X

На северной грани:

CAEMENTITIA VBI SVRGEBAT MACHINA

MARMOREAM COLVMNAM QVAE ADIACENTIS

ECCLESIAE PROSPECTVM MINVS ERIPERET

ET PVBLICAE PLATEAE ORNAMENTVM INSIGNITER

AVGERET AERE PROPRIO

COMES CAROLVS FRANCISCVS SERBELLONVS

AEDILIS EREXIT

ANNO SALVTIS M•D•C•XXVIII